# PVC-Gurtband
PVC-Gurtband wird seit den späten 1990er Jahren in der LKW-Industrie zur Verstärkung und Versteifung der LKW-Plane eingesetzt und dient gleichzeitig der Ladungssicherung. Bei für die Ladungssicherung zugelassenen LKW-Planen muss auch hierfür entsprechend zertifiziertes PVC-beschichtetes Gurtband verwendet werden.

## Zertifiziertes Gurtband
Für die Verwendung von PVC-beschichtetem Gurtband in LKW-Planen darf nur zertifiziertes Gurtband verwendet werden, das den Anforderungen der EN 12641-2:2006 gerecht wird. Typischerweise werden die Gurte in 1300 kg und 2400 kg Reißlast ausgeliefert.

## Low Shrink
Zu den normalen Varianten des PV-Gurtbandes kommt noch eine weitere Low-shrink-Variante hinzu. Diese gewährleistet, dass sich das Gurtband bei Erwärmung nicht zusammenzieht und Falten in die LKW-Plane wirft.

## Ladungssicherung gegen Diebe
Spezielles PVC-Gurtband mit eingewebten Edelstahldrähten hilft, die auf dem LKW befindliche Ladung auf Rasthöfen gegen Diebe zu schützen.

## PVC-Gurtband-Verarbeitung
Es gibt grundsätzlich zwei Varianten, PVC-Gurtband auf PVC-LKW-Planen anzubringen. Die erste und verbreitetste Variante stellt das sogenannte Heißluft-Schweißen dar. Hier wird in einer rollbaren Vorrichtung ein Heißluftfön eingespannt, der zwischen PVC-Gurtband und PVC-Plane heiße Luft einströmen lässt und somit beide PVC-Beschichtungen zum Schmelzen bringt. Danach drückt ein Stempel die noch feuchten Schichten zusammen und verbindet diese dauerhaft. Die zweite Variante stellt das Hochfrequentschweißen dar. Hierbei wird durch hoch schwingende Frequenzen ein Stempel erhitzt, welcher unter Druck die beiden PVC-Schichten verbindet. Letztere Variante gilt als teurere, jedoch als stabilere Verbindung.